# Jules Bonvalet
Jules Joseph Bonvalet fue un jinete belga que compitió en la modalidad de concurso completo. Participó en dos Juegos Olímpicos de Verano en los años 1920 y 1924, obteniendo una medalla de bronce en Amberes 1920 en la prueba por equipos.

## Palmarés internacional
| Juegos Olímpicos | Juegos Olímpicos  | Juegos Olímpicos  | Juegos Olímpicos |
| Año              | Lugar             | Medalla           | Categoría        |
| ---------------- | ----------------- | ----------------- | ---------------- |
| 1920             | Amberes (Bélgica) | Medalla de bronce | Individual       |